# Mbouda
Mbouda – miasto w Kamerunie, w Regionie Zachodnim, stolica departamentu Bamboutos. Liczy około 118,1 tys. mieszkańców.